# Franz Polzer (Architekt)
Franz Polzer (* 4. Oktober 1875 in Dielhau, Schlesien; † 6. Juni 1930 in Klosterneuburg) war ein österreichischer Architekt und Stiftsbaumeister, Künstler und Landschaftsarchitekt.

## Werdegang
Polzer wuchs als Sohn eines Brünner Zollbeamten auf. Nach der Pflichtschule besuchte er die Staatsgewerbeschule in Brünn. Er war einer von acht Studenten des 8. Jahrganges 1901 bis 1904 von Otto Wagner an der Wiener Akademie der Künste und als Absolvent der Wagnerschule maßgeblich zur Umsetzung und Verbreitung der Grundgedanken der Moderne in der Architektur und insbesondere in der Landschaftsarchitektur verantwortlich.
Von 1907 bis 1912 war er Mitglied des Hagenbundes. 1908 wirkte er an der 25. Hagenbund-Ausstellung, der 'Kaiser-Huldigungs-Ausstellung' zum 60. Thronjubiläum von Kaiser Franz Joseph I., mit. Er schuf Entwürfe für Wohnhäuser in Hermannstadt (Sibiu) in: der Architekt XIII (1907) und einen Entwurf einer Bildungsstätte moderner Wirtschaften in Wien in: Wagnerschule (1902/03 und 1903/04).
Als Architekt war er bis zum Jahr 1911 zum Teil in Graz tätig. Ab 1920 arbeitete er für das Stift Klosterneuburg als Stiftsbaumeister. 1911 bis 1921 war er Mitglied des Vereins heimischer Künstler Klosterneuburg. In dieser Zeit nahm er an der II. bis IV. Ausstellung auch mit eigenen Werken teil. Er erstellte Entwürfe zur Gestaltung des Rathauses in Klosterneuburg und war für die Planung Aspangbahn verantwortlich. 1925 gestaltete er ein Huldigungsbild für den Gönner des Vereines Heimischer Künstler. Am 30. Januar 1926 erhielt er die Befugnis als Zivilarchitekt.
Als Landschaftsarchitekt zeichnete er für drei Projekte verantwortlich: Als Frühwerk entwarf er die Cottageanlage St. Josef im Kroisbachtale in Graz. Mit 104 Parzellen war es 1906 die größte Gartenstadt in der Monarchie. Im Eigenverlag veröffentlichte er die Entwürfe seines Projektes als Objekte für gehobene Beamte und Militärs. Eine naturnahe Anlage mit guter Verkehrsverbindung war für Polzer ein Gebot der Stunde. Sein bekanntestes Werk ist heute das Strandbad in Klosterneuburg im Jahre 1920. Seine Vorbilder waren die „Bäder an der Adria und am Mittelmeer, welche ein ausgeprägtes Strandleben haben“. Mit bis zu 12.000 Besuchern an Wochenenden entwickelte sich bald ein ausgeprägtes Strandleben in der Zwischenkriegszeit. In 100 Jahren summiert sich die Anzahl auf vermutlich schon über 10 Millionen Besucher im Strandbad Klosterneuburg.
Der Freisingerhof in der Agnesstraße in Klosterneuburg ist Spätwerk von Franz Polzer. Dabei war der Genius Loci des Objektes für seine Auswahl und Umsetzung entscheidend. Der Geist und die Besonderheiten des Ortes haben für Franz Polzer einen sehr großen Stellenwert für einen Garten. In der Agnesstraße kreuzen an dieser Stelle sowohl das alte römische Straßensystem und das neue Straßensystem ab 1511. Nach der Einäscherung des Anwesens durch die Zweite Wiener Türkenbelagerung im Jahr 1683 errichtete der Freisinger Fürstbischof im Jahre 1697 einen Weinlesehof als Außenstelle des Wiener Freisingerhofes am Graben. Im Jahre 1777 verkaufte der Fürstbischof beide Objekte angesichts der ungünstig werdenden wirtschaftlichen Verhältnisse. Im Jahr 1803 wurde der Freisinger Kirchenstaat im Zuge der Säkularisation aufgelöst und das Erzbistum München und Freising entstand. Ein Garten soll eine Synthese des Genius loci und den zukünftigen Bedürfnissen der Bewohner sein.

## Ausstellungen
- 1911: II. Ausstellung: Projekt der Kirche in Kierling, Fassaden, Grundriss, Perspektiven; Reichsanstalt für Mütter- und Säuglingsfürsorge in Wien-Glanzing, Fassaden und Grundrisse; Skizzen
- 1914: III. Ausstellung: Palais Mauthner von Markhof in Floridsdorf: Hauptansicht, Gartenansicht, Vestibül, Portaldetail, Treppenaufgang, Haupttreppe, Blick ins Wohnzimmer, Wirtschaftstrakt, Boxen, Kath. Vereinshaus
- 1917: IV. Ausstellung: Entwurf der Einladung, Ansichten des Palais Mauthner-Markhof in Floridsdorf.